# リュビ (潜水艦・2代)
リュビ (Rubis) はフランス海軍の機雷敷設潜水艦。サフィール級。

## 艦歴
1931年9月30日進水。1933年4月4日就役。
第二次世界大戦勃発後イギリスへ派遣され、ノルウェー沿岸への機雷敷設を行った。
1回目の作戦（1940年5月3-14日）
エーゲルンスンへの南の入り口へ機雷を敷設。エーゲルンスン沖では機雷で1940年5月26日にノルウェー船Vansø（54トン）、7月24日にKem（1705または1706トン）が沈み、7月7日にAlmora（2433トン）が損傷している。 
2回目の作戦（1940年5月23-30日）
ハウゲスンへの入り口付近へ機雷を敷設。ハウゲスン沖では機雷で1940年5月28日にノルウェー帆船Blaamannen（174トン）、5月31日にノルウェー船Jadarland（938トン）が沈んでいる。
3回目の作戦（1940年6月5-12日）
ベルゲンの北へ機雷を敷設。そこでは1940年6月10日にノルウェー船Sverre Sigurdssøn（1081トン）が沈んでいる。
4回目の作戦（1940年6月20-）
トロンハイムフィヨルドへ機雷を敷設。
フランスの降伏に伴い、「リュビ」は1940年7月3日にイギリス海軍に接収された。その後自由フランス軍に加わる。機雷がなかったため1940年末までに4度の哨戒を行ったが戦果はなかった。
5回目の作戦（1940年9月5-20日）
ドッガーバンク付近を哨戒。
6回目の作戦（1940年10月5-18日）
スタヴァンゲル沖などを哨戒。
7回目の作戦（1940年10月31日-11月14日）
Korsfiord内の島へ諜報員を上陸させる。その後フィヨルド入り口を哨戒。
8回目の作戦（1940年12月1-18日）
Utvær沖を哨戒。
この後4ヶ月に渡る改修が行われ、その際イギリス製の機雷を搭載できるようにされた。
9回目の作戦（1941年6月1-15日）
ドイツ艦迎撃のためビスケー湾へ派遣される。その途中の6月8日、悪天候の中浮上航行中操舵装置が面舵の状態で動かなくなった。その状態では曳航できないため舵を戻せなければ自沈させることになったが、天候回復後修理が出来、「リュビ」は帰投した。
10回目の作戦（1941年8月14-25日）
8月21日、エーゲルンスンへの入り口へ機雷を敷設し、その後船団を攻撃。至近距離で魚雷を発射しフランス船Hogland（4360トン）を沈めたが自身の魚雷の影響で主電池を破損。潜航不能となった。22日には電池から出火して艦内にガスが充満する事態も発生したが、帰投することができた。
11回目の作戦（1941年11月18日-12月6日）
Utvær沖を哨戒。
12回目の作戦（1942年1月8-20日）
サン＝ジャン＝ド＝リュズ沖へ機雷を敷設。
ファルマスへ帰投後、ホーリー・ロッホへ移動中に1機のJu 88の攻撃を受け「リュビ」から150ヤードの場所に爆弾が落下した。
13回目の作戦（1942年3月12-26日）
Jutland Bankへ機雷を敷設。1942年3月31日にドイツ潜水艦「U702」が触雷沈没している。
14回目の作戦（1942年4月8-15日）
トロンハイムフィヨルド入り口へ機雷を敷設。
15回目の作戦（1942年5月27-6月14日）
カップブルトン沖へ機雷を敷設。1942年6月12日にドイツの特設掃海艇「M4212/Marie Frans」（125トン）、9月20日に同「M4448/L4148」（77トン）が、6月26日にフランスの曳船「Quand Meme」（288トン）が触雷沈没している。
16回目の作戦（1942年6月30日-7月15日）
アルカションの北の沖に機雷を敷設。アルカション北西沖では1942年7月10日にドイツの特設掃海艇「M4401/Imbrim」（339トン）が触雷沈没している。
17回目の作戦（1942年8月8-18日）
アルカションの北の沖に機雷を敷設。1942年8月18日にドイツの武装トローラー「V406/Hans Loh」（464トン） が触雷沈没している。
18回目の作戦（1942年9月10-24日）
ノルウェー北部のMalangenフィヨルド入り口へ機雷を敷設。
19回目の作戦（1943年6月29日-7月16日）
ビスカロッス沖へ機雷を敷設。1943年7月10日にドイツの特設掃海艇「M4451/Gauleiter A Meyer」（652トン）が触雷沈没している。
20回目の作戦（1943年8月1-8日）
Raz de Seinの南に機雷を敷設。
21回目の作戦（1943年8月23日-9月11日）
バイヨンヌの北へ機雷を敷設。
22回目の作戦（1943年9月27日-10月9日）
ブレスト沖へ機雷を敷設。
23回目の作戦（1944年2月20日-3月3日）
ラカノー沖へ機雷を敷設。
24回目の作戦（1944年3月17-30日）
ビスケー湾のRochbonne Shoal付近へ機雷を敷設。
25回目の作戦（1944年9月18-29日）
ノルウェーのSkudenesフィヨルドの南に機雷を敷設。1944年9月26日にドイツの特設駆潜艇「UJ1106/Grönland」（464トン）が触雷沈没。9月27日には船団が機雷原に入り、ドイツ船「Cläre Hugo Stinnes」（5295トン）、ノルウェー船「Knute Nelson」（5749トン）とドイツの特設駆潜艇「UJ1715/Lesum」（489トン）が触雷沈没した。
26回目の作戦（1944年10月14-26日）
ノルウェーのFejeosen沖に機雷を敷設。1944年10月27日にドイツの哨戒艇「V5304/Seehund」が機雷で大破している。
27回目の作戦（1944年11月18-29日）
エーゲルンスンへの北の入り口へ機雷を敷設。1944年11月24日にノルウェー船「Castor」（1683トン）が触雷損傷している。
28回目の作戦（1944年12月13-24日）
スタヴァンゲルへ繋がる南の水路へ機雷を敷設。1944年12月21日に船団が機雷原に入り、ドイツ船「Weichselland」（3654または5190トン）、ドイツの特設駆潜艇「UJ1113/KUJ7」（970トン）、「UJ1116/KUJ11」（970トン）、「UJ1702/KUJ16」（970トン）が触雷沈没。また、掃海中に掃海艇「R 402」（140トン）が触雷沈没した。
「リュビ」は対潜訓練部隊のソナーの目標用として1957年にトゥーロン沖に沈められた。